# Werner Loesch
Werner Loesch (* 25. Juli 1911 in Leipzig; † 14. Juli 1942 in der UdSSR) war ein deutscher Zeitungswissenschaftler und Funktionär der sächsischen Sturmabteilung, der als einer „ihrer begabtesten und idealistischsten Führer“ galt.

## Leben und Wirken
Nach dem Schulbesuch studierte Loesch an der Universität Leipzig Theologie, Zeitungswissenschaft, Geschichte und Geographie. 1939 promovierte er zum Dr. phil. Das Thema seiner Dissertation lautete  Wesen und Bedeutung der Korrespondenz in der Publizistik, erschien in Dresden in Druck und war jahrelang die einzige Monographie über dieses Thema. Daraufhin war er als Zeitungswissenschaftler in Leipzig tätig.
Er trat während des Studiums zum 1. Februar 1931 der NSDAP (Mitgliedsnummer 422.251) und im selben Jahr der SA bei und gehörte der 33. SA-Brigade an, in der er zum Sturmbannführer und später zum Obersturmbannführer ernannt wurde. Als Führer der SA-Standarte Jäger 13 Dresden und Kulturreferent der SA-Gruppe Sachsen wurde er vom SA-Stabschef Viktor Lutze 1939 in den von ihm auf Reichsebene geschaffenen Kulturkreis der SA berufen, in dem er den Gau Sachsen vertrat. Er leitete ab August 1937 das Referat „Weltanschauung und Kultur“ der Gruppe Sachsen.
Nach dem deutschen Überfall auf die Sowjetunion wurde er als Leutnant und Kompanieführer an der Ostfront eingesetzt, wo er 1942 ums Leben kam.